# Кики Бертенс
Кики Бертенс (хол. Kiki Bertens; рођена 10. децембра 1991) је холандска тенисерка. Професионалну каријеру је започела 2009. године, а најбољи пласман на ВТА листи јој је 4. мјесто од 13. маја 2019. године када је постала и најбоље рангирана Холанђанка икад. Најбољи пласман у конкуренцији парова јој је 16. место из априла 2018.
Освојила је десет ВТА титула у појединачној конкуренцији, али и у конкуренцији парова.

## Дјетињство
Рођена је 10. децембра у Ватерингену, мјесту у близини Хага, али је одрасла у мјесту Беркл Роденрајс у петочланој породици, заједно са родитељима и двије сестре. Тенис је започела да тренира са шест година, али кроз године није имала подршку Тениског савеза Холандије. Наступила је само једном на Фед Купу за јуниоре 2007. године.

## Сениорска каријера
Своју прву ВТА титулу Кики Бертанс је освојила 2012. године на турниру у Фесу. До своје прве титуле дошла је играјући квалификације, а на путу до првог трофеја побиједила је Урсулу Радвањску, Шеперс, као и Габриње Мугурузу и петог носиоца Симону Халеп. Тријумфом над Лауром Поу у финалу, постала је прва Холанђанка која је освојила ВТА титулу након Михаеле Крајичек.
Те 2012. године Холанђанка је наступила на сва четири Гренд слем турнира. Своју прву побједу на једном од четири највећа турнира забиљежила је у првом колу Вимблдона побједом над Луси Шафаржовом.И на УС Опену такмичење је завршила у другом колу.
На Отвореном првенству Француске 2014. године је као квалификант дошла до четвртог кола гдје је поражена од Андрее Петковић.
На крају године раскинула је сарадњу са дотадашњим тренером Кристијаном де Јонгом. За новог тренера одабрала је бившег холандског тенисера Рајмона Слутијера са којим је сарађивала све до 2019. године.
На Аустралијан и УС Опену играла је друго коло, док је преостала два Гренд слем турнира завршила у првом.
Своју другу титулу освојила је на турниру у Нирнбергу. У другом колу турнира је била боља од Роберте Винчи и тако забиљежила прву побједну над једном тенисерком из "топ 10" најбољих на свијету. На истом турниру је славила и у конкуренцији парова заједно са Јоханом Ларсон. Исте године остварила је и најбољи резултат на једном Гренд слем турниру. Наиме, на Ролан Гаросу је играла своје прво гренд слем полуфинале гдје је поражена од Серене Вилијамс. То полуфинале играла је са повредом кољена, имала двије сет лопте, брејк у оба сета али је поражена. Ипак овај резултат донио јој је мјесто међу 30 најбољих тенисерки свијета. Упркос томе што је 2016. године освојила своју другу титулу у каријери и пласирала се у полуфинале Отвореног првенства Француске, Бертенс је изгубила у првом колу на шест узастопних турнира, укључујући Олимпијске игре у Рију и УС Опен.
Годину је поправила у Луксембургу гдје је играла полуфинале у синглу, а у дублу заједно са Ларсон освојила титулу.
Наредне године успјела је да одбрани титулу у Нирнбергу, те освоји титулу у дублу на турниру у Гаштаду.
Године 2018. освојила је прво титулу у Чарлстону, а затим играла и финале турнира у Мадриду гдје је поражена од Петре Квитове. Исте године играла је и четвртфинале Вимблдона у којем ју је надиграла Јулија Гергес.
Славила је на турниру у Синсинатију, побједивши у финалу прву играчицу свијета Симону Халеп са 2:1. Иако је Халепова обезбедила пласман на Завршно ВТА првенство у Сингапуру, повукла се због повреде леђа а њено место је заузела Кики Бертенс која по први пут наступа на завршном турниру.
ВТА ју је 2018. године прогласила за играчицу која је највише напредовала, а годину је завршила међу десет најбољих на свијету, на деветом мјесту.
У 2019. години освојила је титуле на турнирима у Санкт Петерсбургу и Мадриду, а по први пут је играла четврто коло у Индијан Велсу. На Роланд Гаросу се, због болести морала повући у другом колу. На крају године именовала је новог тренера, Елиз Тамелу која је била помоћни тренер у тиму.
Прошле године успјела је да одбрани титулу у Русији и по трећи пут заврши годину међу десет најбољих играчица свијета.